# Филатов, Юрий Фёдорович
Ю́рий Фёдорович Фила́тов (18 июня 1937, Карачельское, Челябинская область — 8 февраля 2006, Курганская область) — советский землепашец, комбайнёр, Герой Социалистического Труда, Заслуженный механизатор сельского хозяйства Российской Федерации.

## Биография
Юрий Федорович Филатов родился 18 июня 1937 года в селе Карачельском Карачельского сельсовета Шумихинского района Челябинской области, ныне село входит в Шумихинский муниципальный округ Курганской области.
Всю свою жизнь работал комбайнёром, механизатором колхоза «Берёзовый мыс» Шумихинского района Курганской области.
Мальчишкой работал в колхозе «Берёзовый мыс» на волокушах, на конных граблях, затем штурвальным на комбайне. В 1959 году окончил курсы в Чумлякском училище механизации сельского хозяйства и в первую же страду на комбайне «СК-3» намолотил 9 тысяч центнеров зерна. За одиннадцатую пятилетку Филатов намолотил 52230 центнеров зерна. На весенних работах и вспашке зяби ежегодно обрабатывал более 2500 гектаров земли.
В 1957 году комсомолец Филатов был делегатом Всемирного фестиваля молодёжи и студентов в Москве. 
Член КПСС с 1964 года. Позднее его избирали кандидатом в члены Курганского обкома партии, кандидатом в члены ЦК профсоюзов работников сельского хозяйства РСФСР.
Юрий Фёдорович Филатов умер 8 февраля 2006 года.

## Награды
- Герой Социалистического Труда, 29 августа 1986 года
  - Медаль «Золотая Звезда»
  - Орден Ленина
- Орден Ленина
- Орден Трудового Красного Знамени
- две медали.
- Заслуженный механизатор сельского хозяйства Российской Федерации
- Почётный диплом Министерства сельского хозяйства СССР и ЦК профсоюза (победитель во Всесоюзном социалистическом соревновании)
  - Знак «Победитель социалистического соревнования»
- Лауреат премии имени Т. С. Мальцева (одни из первых в Курганской области)
- Неоднократно был участником и лауреатом ВДНХ СССР, награждён Серебряной медалью ВДНХ.

## Семья
Отец Фёдор Никонорович, мать Анна Мефодьевна, жена Валентина Александровна, дочери Людмила и Надежда.

## Память
- В Шумихинском районе утверждена премия имени Ю.Ф. Филатова за достижение наивысших показателей в производстве зерна.
- В память о Юрии Филатове  проводились лыжные соревнования на территории села Карачельское и в городе Шумихе.
- Юрию Фёдоровичу была посвящена песня, под названием: «Песня о Филатове» (сл. Виктора Гилёва, музыка народная)[2].

Славьтесь трижды и плуг, и лемех!

Всё рождается из земли.

Словно строки большой поэмы

В поле борозды пролегли.

И в спецовке, как витязь в латах,

Ты выходишь на простор,

Юрий Федорович Филатов -

Землепашец, комбайнёр.

Ты работаешь — небу жарко,

Эту полную жизнь любя.

И размашистей поступь жатвы

Хлебороба — богатыря.

И в высокое глядя небо,

Понимают тебя поля.

Что может быть дороже хлеба?

Да одна лишь сама земля!